# Кубок СССР по волейболу среди мужчин 1950
I турнир на Кубок СССР по волейболу среди мужских команд ДСО и ведомств проходил с 1 мая по 17 июля 1950 года. В финальных играх в Москве приняли участие 18 команд.
Первым этапом соревнований были розыгрыши кубков городов. Их победители участвовали в розыгрышах кубков областей, краёв, республик. Наконец победители кубков союзных республик, а также Москвы и Ленинграда встретились в финальных соревнованиях. Всего в розыгрыше первого Кубка СССР приняли участие более 4000 клубов.
Первым обладателем второго по престижности трофея советского волейбола стало московское «Динамо», в финале переигравшее ленинградский Дом Офицеров — 3:1.

## Результаты

### 1/16 финала
| Команда #1            | Счёт | Команда #2       |
| --------------------- | ---- | ---------------- |
| «Динамо» (Москва)     | 3-0  | «Искра» (Фрунзе) |
| «Локомотив» (Ташкент) | 3-2  | Команда Алма-Аты |

### 1/8 финала
| Команда #1                        | Счёт | Команда #2               |
| --------------------------------- | ---- | ------------------------ |
| «Спартак» (Киев)                  | 3-0  | «Медик» (Кишинёв)        |
| «Искра» (Минск)                   | 3-0  | «Университет» (Рига)     |
| «Медик» (Свердловск)              | 3-1  | ТФК (Сталинабад)         |
| «Динамо» (Москва)                 | 3-0  | «Локомотив» (Ташкент)    |
| «Локомотив» (Тбилиси)             | 3-1  | «Спартак» (Ереван)       |
| «Нефтяник» (Баку)                 | 3-1  | «Динамо» (Ашхабад)       |
| Политехнический институт (Таллин) | 3-0  | «Динамо» (Вильнюс)       |
| ДО (Ленинград)                    | 3-0  | «Спартак» (Петрозаводск) |

### 1/4 финала
| Команда #1                        | Счёт | Команда #2        |
| --------------------------------- | ---- | ----------------- |
| «Спартак» (Киев)                  | 3-0  | «Искра» (Минск)   |
| «Медик» (Свердловск)              | 0-3  | «Динамо» (Москва) |
| «Локомотив» (Тбилиси)             | 3-0  | «Нефтяник» (Баку) |
| Политехнический институт (Таллин) | 0-3  | ДО (Ленинград)    |

### 1/2 финала
| Команда #1            | Счёт | Команда #2        |
| --------------------- | ---- | ----------------- |
| «Спартак» (Киев)      | 1-3  | «Динамо» (Москва) |
| «Локомотив» (Тбилиси) | 1-3  | ДО (Ленинград)    |

### Финал
| Команда #1        | Счёт | Команда #2     |
| ----------------- | ---- | -------------- |
| «Динамо» (Москва) | 3-1  | ДО (Ленинград) |

## Победители
«Динамо» (Москва): Владимир Васильчиков, Валентин Китаев, Виктор Мальцман, И. Савкин, Анатолий Седов, Алексей Силуянов, Владимир Щагин, Алексей Якушев. Тренер — Николай Бендеров.